# Mark Nickeas
Mark Nickeas (Southport, 20 ottobre 1956) è un ex calciatore inglese, di ruolo difensore.

## Carriera
Dopo aver trascorso la stagione 1974-1975 al Plymouth (con cui non ha mai giocato in partite ufficiali e che ha conquistato una promozione dalla terza alla seconda divisione inglese durante la sua militanza nel club), Nickeas ha fatto il suo effettivo esordio tra i professionisti nella stagione 1975-1976 con il Chester City, club della quarta divisione inglese: nell'arco di un quadriennio di permanenza nel club ha totalizzato infatti complessivamente 60 presenze ed una rete in questa categoria. Successivamente si è trasferito oltreoceano per giocare nella NASL: dal 1981 al 1984 ha infatti giocato in questo campionato con i Vancouver Whitecaps (con cui dal 1980 al 1984 ha giocato anche nella squadra di Indoor soccer del club), per un totale di 53 presenze ed una rete in questa categoria. Dopo aver proseguito la carriera indoor per un biennio con i Dallas Sidekicks, dal 1985 al 1987 si è dedicato nuovamente solo al calcio, vestendo per un biennio (il suo ultimo in carriera da professionista) la maglia dei S.J. Earthquakes, nella Western Soccer League, campionato che nel 1985 ha anche vinto.

## Palmarès

### Club

#### Competizioni nazionali
- Western Soccer League: 1

S.J. Earthquakes: 1985